# Killing Floor 3
Killing Floor 3 é um jogo eletrônico de tiro em primeira pessoa lançado em 2025, desenvolvido e publicado pela Tripwire Interactive. Sucessor de Killing Floor 2 (2016), foi lançado para PlayStation 5, Windows e Xbox Series X e Series S em 24 de julho de 2025. O jogo recebeu críticas mistas por parte da mídia especializada.

## Jogabilidade
Killing Floor 3 é um jogo de tiro em primeira pessoa com elementos de survival horror. O jogo, que pode ser jogado solo ou em modo cooperativo com até seis jogadores, coloca os participantes para enfrentarem ondas de criaturas bioengenheiradas semelhantes a zumbis, conhecidas como "Zeds". A quantidade de inimigos que aparece em cada partida é ajustada conforme o tamanho do grupo de jogadores. O jogo introduz um espaço central chamado Stronghold, onde os jogadores podem selecionar seus personagens e o local da missão antes de cada partida. Estão disponíveis seis especialistas jogáveis, cada um com armas e habilidades especiais únicas. Por exemplo, o especialista Ninja utiliza um par de espadas e possui um gancho que pode ser usado para se lançar em direção aos inimigos. À medida que os jogadores eliminam Zeds, é possível ativar o modo "Zed Time", que desacelera temporariamente o tempo e destaca todos os inimigos próximos. Entre as ondas de inimigos, os jogadores podem reabastecer munição e adquirir novos recursos, além de utilizar o Multi-tool para ativar dispositivos como metralhadora automáticas e tirolesas. Com o progresso nas partidas, é possível personalizar as armas com novos modificadores e desbloquear habilidades adicionais para os especialistas. Durante as partidas, também é possível cumprir objetivos opcionais de narrativa que expandem a história e o universo de Killing Floor.

## Desenvolvimento e lançamento
A Tripwire Interactive liderou o desenvolvimento do jogo. O diretor criativo Bryan Wynia descreveu Killing Floor 3 como a "sequência direta" do primeiro jogo, com a equipe buscando resgatar o seu "tom mais sombrio e cru". Apesar da ambientação de ficção científica, o jogo foi projetado para manter os pés no chão, sem armas ou dispositivos excessivamente fantasiosos. A movimentação dos personagens foi reformulada, permitindo agora ações como escalar beiradas, esquivar e deslizar. Wynia acrescentou que a equipe reduziu a quantidade de Zeds em cada partida e diminuiu o ritmo do combate em relação aos jogos anteriores. Todos os inimigos, inclusive os mais básicos, tornaram-se mais perigosos por possuírem novas habilidades e movimentos. Devido ao aumento da mobilidade tanto dos jogadores quanto dos Zeds, os mapas foram projetados com maior verticalidade. O sistema M.E.A.T. (sigla para "massive evisceration and trauma", ou "evisceração e trauma em massa"), introduzido no jogo anterior, retornou em Killing Floor 3, permitindo representar com mais realismo o gore e a violência gráfica. Segundo Wynia, o gênero horror corporal, representado por obras como O Enigma de Outro Mundo (1982), serviu de inspiração para o design dos inimigos. Já o visual e a ambientação do jogo foram influenciados por franquias como Aliens vs. Predador.
Tripwire Interactive anunciou Killing Floor 3 durante a Gamescom em agosto de 2023. Uma versão beta fechada com multiplayer foi lançada em janeiro de 2025. O jogo estava inicialmente previsto para ser lançado em PlayStation 5, Windows e Xbox Series X/S em 25 de março de 2025, mas foi adiado para uma janela de lançamento em algum momento de 2025 após feedback negativo dos jogadores durante o período de testes. No lançamento, o jogo conta com sete mapas, três níveis de dificuldade e três chefes finais, além de 30 níveis com progressão para cada especialista. Killing Floor 3 foi lançado oficialmente em 24 de julho de 2025.
Em julho de 2025, pouco antes do lançamento, uma reportagem do GameSpot revelou que jogadores convidados para um playtest recente foram obrigados a assinar um acordo de confidencialidade (NDA) com validade de cinco anos. O contrato impedia os participantes de divulgar qualquer detalhe sobre a versão testada, apesar do lançamento estar a poucos dias de acontecer.

## Recepção
Killing Floor 3 recebeu avaliações "mistas ou medianas" dos críticos, de acordo com o site agregador de críticas Metacritic.